# Arturo Farinelli
Arturo Farinelli (* 30. März 1867 in Intra; † 21. April 1948 in Turin) war ein italienischer Romanist, Hispanist, Germanist und vergleichender Literaturwissenschaftler.

## Leben und Werk
Farinelli studierte an der Universität Zürich bei Heinrich Morf und in Paris bei Gaston Paris. Er promovierte 1892 in Zürich mit Die Beziehungen zwischen Spanien und Deutschland in der Litteratur der beiden Länder. Teil I: bis zum 18. Jahrhundert (A. Haack, Berlin 1892). Von 1892 bis 1896 war er Französisch- und Italienischlehrer an der Handelsakademie in Innsbruck. 1896 habilitierte er sich in Graz bei Hugo Schuchardt über La poetica di Ignazio Luzan e le censure del dramma spagnolo und lehrte in Innsbruck als Privatdozent. 1901 wurde er zum wirklichen Extraordinarius für romanische Literaturgeschichte an der Universität Innsbruck ernannt, von 1904 (dem Jahr, in dem die Differenzen um die Eröffnung der italienischen Rechtsfakultät ihren Höhepunkt erreichten) bis 1907 jedoch infolge der Entitalianisierung der Universität zwangsbeurlaubt. 1907 ging er als Professor für Germanistik nach Turin. Von 1931 bis 1936 leitete er das Petrarca-Haus in Köln und wurde 1938 Ehrensenator der Universität zu Köln. Farinelli, der weitgespannte literarhistorische Interessen hatte, hinterließ ein umfangreiches Werk, das zum größten Teil der vergleichenden Literaturwissenschaft angehört.
Seit 1934 war er korrespondierendes Mitglied der Preußischen Akademie der Wissenschaften. Er nahm 1941 an dem von der NS-Propaganda organisierten „Europäischen Dichtertreffen“ in Weimar teil und war 1942 Vizepräsident der Europäischen Schriftstellervereinigung.

## Schriften (Auswahl)
- Spanien und die spanische Litteratur im Lichte der deutschen Kritik und Poesie. I. und II. Teil, Berlin 1892 – archive.org
- Grillparzer und Lope de Vega, Berlin 1894 – archive.org
- Grillparzer und Raimund. Zwei Vorträge, Leipzig 1897 – archive.org
- Guillaume de Humboldt et l’Espagne, in: Revue hispanique 5, 1898
- Apuntes sobre viajes y viajeros por España y Portugal, in: Revista crítica de historia y literatura españolas, portuguesas é hispano-americanas, abrile – setiembre 1898
- Dante e Goethe, Firenze 1900 – archive.org
- Dante e la Francia. Dall’età media al secolo di Voltaire, Milano 1908 (Nachdruck Genève 1971, OBV) – archive.org
- Paul Heyse, München 1913 – archive.org
- Marcelino Menéndez y Pelayo, s. l. 1914 – archive.org
- Aufsätze, Reden und Charakteristiken zur Weltliteratur, Bonn 1925
- Divagazioni erudite, Torino 1925
- Il romanticismo nel mondo latino, 3 Bände, Torino 1927
- Petrarca und Deutschland in der dämmernden Renaissance, Köln 1933
- Neue Reden und Aufsätze gesammelt von seinen Schülern, Stuttgart/Pisa 1937
- Führende Geister des Nordens. Geist und Poesie der Skandinavier. Björnson, Strindberg, Ibsen, Stuttgart 1940
- Shakespeare, Kant, Goethe. Drei Reden, Berlin 1942
- Mozart. Celebrazione tenuta alla Reale Accademia d’Italia il 2 dicembre 1941, Roma 1942
- Episodi di una Vita, Garzanti, Milano 1946
- Heinrich von Kleist’s „Der Prinz von Homburg“, Turin s. a. – archive.org